# Westernmost Rocks
Die Westernmost Rocks (englisch für Westlichste Felsen) sind eine Gruppe von acht Felsvorsprüngen an der Küste des ostantarktischen Enderbylands.
Das Antarctic Names Committee of Australia benannte sie 1978 so, weil sie die westlichste Felsformation des Australischen Antarktis-Territoriums sind.